# Aquatlon
Aquatlon is een multisport bestaande uit zwemmen en hardlopen. Deze sport wordt officieel erkend door de International Triathlon Union (ITU).
De wedstrijd begint met een zwemwedstrijd, na het zwemmen worden de loopschoenen aangetrokken en eventueel kleding gewisseld en begint het hardlopen. Gebruikelijk afstanden zijn 500/750 m zwemmen - 5 km hardlopen of 1-1,5 km zwemmen - 10 km hardlopen.

## Naam
De sport wordt ook wel aquathon genoemd, maar de ITU en Amerikaanse triatlon organisaties gebruiken doorgaans de naam aquatlon. In Nederland wordt deze multisportvariant ook wel zwemloop genoemd.

## Nederland
In Nederland worden jaarlijks zwemlopen georganiseerd in:
- Almere
- Amersfoort
- Amsterdam
- Bergen op Zoom
- Bodegraven
- Groningen
- Krimpen aan den IJssel
- Leiderdorp
- Maastricht
- Nieuwkoop
- Nuenen
- Roosendaal
- Tilburg
- Valkenburg aan de Geul
- Venray